# Bassano del Grappa
Bassano del Grappa (Vènet Basan /baˈsaŋ/ o bé Bassan/Bassàn (italianitzat)) és un municipi italià, situat a la regió del Vèneto i a la província de Vicenza. L'any 2000 tenia 40.411 habitants.

## Fills il·lustres
- Domenico Freschi (vers, 1625 - 1710), compositor musical i sacerdot.